# Tua Forsström
Tua Birgitta Forsström (født 2. april 1947 i Porvoo) er en finsk forfatter, der skriver på svensk. Hun blev i 1998 tildelt Nordisk Råds Litteraturpris for digtsamlingen Efter att ha tillbringat en natt bland hästar.
Forsströms værker er blandt andet kendt for at omhandle det finske landskab, rejser og konflikter i relationer.